# Comuna de Sitno
Sitno (polaco: Gmina Sitno) é uma gminy (comuna) na Polónia, na voivodia de Lublin e no condado de Zamojski. A sede do condado é a cidade de Sitno.
De acordo com os censos de 2004, a comuna tem 6775 habitantes, com uma densidade 60,5 hab/km².

## Área
Estende-se por uma área de 112,07 km², incluindo:
- área agricola: 83%
- área florestal: 11%

## Demografia
Dados de 30 de Junho 2004:
|                      | Total   | Total | Mulheres | Mulheres | Homens  | Homens |
| -------------------- | ------- | ----- | -------- | -------- | ------- | ------ |
|                      | pessoas | %     | pessoas  | %        | pessoas | %      |
| População            | 6775    | 100   | 3415     | 50,4     | 3360    | 49,6   |
| Densidade (pop./km²) | 60,5    | 100   | 30,5     | 30,5     | 30      | 30     |

De acordo com dados de 2002, o rendimento médio per capita ascendia a 1319,78 zł.

## Subdivisões
- Boży Dar, Cześniki, Cześniki-Kolonia, Cześniki-Kolonia Górna, Czołki, Horyszów-Nowa Kolonia, Horyszów Polski, Horyszów-Stara Kolonia, Janówka, Jarosławiec, Jarosławiec Górny, Karp, Kolonia Kornelówka, Kornelówka, Rozdoły, Sitno, Sitno-Kolonia, Stabrów, Stanisławka, Wólka Horyszowska

## Comunas vizinhas
- Grabowiec, Komarów-Osada, Łabunie, Miączyn, Skierbieszów, Zamość, Zamość